# Сухі будівельні суміші
Сухі́ будіве́льні су́міші, або штукатурка, тиньк — це приготований у заводських умовах, строго дозований відповідно до рецепту набір інгредієнтів, призначений для виконання певного виду будівельно-ремонтних робіт.
Сучасні сухі суміші — багатокомпонентні спеціалізовані системи, в яких окрім мінеральної речовини-зв'язника і заповнювача міститься комплекс хімічних добавок для надання необхідних властивостей реологій суміші, регулювання швидкості схоплення і тверднення зв'язника та забезпечення необхідних фізико-механічних властивостей розчину після твердіння.
Сучасні сухі суміші становлять групу допоміжних будівельних матеріалів із спеціалізованими властивостями, що використовуються при веденні будівельних робіт й для опорядження приміщень (текстуровані покриття, порошкові фарби, «рідкі шпалери» тощо).
Виготовлення сухих будівельних сумішей у заводських умовах дозволяє отримувати широкий асортимент композицій для різних видів робіт. За видом зв'язника сухі суміші підрозділяються на цементні, цементо-вапняні, вапняні, вапняно-гіпсові, гіпсові.
За призначенням суміші підрозділяються на суміші для кладки, штукатурки для внутрішніх і зовнішніх робіт, плиткові, для наливної підлоги і влаштування стяжки.
Сухі суміші знайшли широке застосування в будівництві і використовуються практично для всіх видів робіт.
Наприклад суха бетонна суміш з карбонатним наповнювачем при додаванні піску рекомендується використовувати для виготовлення ремонтних розчинів, гарцовок, кладочних розчинів, розчинів для стяжки, та цементно піщаної штукатурки.

## Склад, рецептура, технологічність
Сухими сумішами часто вважають прості цементно-піщані суміші (рідше в них додають мінеральний пластифікатор — вапно, мелений вапняк, золу ТЕС) марок 100 і 150, розфасовані в крафт-мішки, що використовуються для кладочних і штукатурних робіт . У їх склад входить відсіяний від крупних зерен і висушений пісок, що забезпечує тривале зберігання і спрощує приготування суміші розчину. Але в сучасному сенсі поняття «Суха суміш» до них може бути застосоване досить умовно.
До складу сухої суміші входять: зв'язувальна речовина (цемент/гіпс і вапно або їхні комбінації), нейтральні наповнювачі для забезпечення оптимального об'єму (найчастіше це пісок) і спеціальні модифікаційні добавки, що додають суміші необхідні властивості.
Розроблено величезну кількість різних модифікаційних добавок у сухі суміші, що впливають на певні властивості кінцевого продукту (бетону). У складі окремих видів сумішей їх може бути до дванадцяти, причому деякі з них займають в об'ємі суміші дуже малий відсоток. Вони прискорюють або уповільнюють тверднення, покращують легкоукладуваність, зменшують кількість води, підвищують морозостійкість і пористість.
На діючих в Україні підприємствах-виробниках сухих полімермінеральних сумішей використовується електронне дозування і комп'ютерне забезпечення технологічного процесу. Це дає змогу здійснювати контроль за точним відтворенням рецептур, черговістю подачі компонентів і дотриманням режимів їх переробки. Керування процесом підготовки сировини (сушка, транспортування і сортування наповнювачів, зв'язників і добавок), подачі готової продукції до пакувально-навантажувальних ліній, системою вентиляції і пиловидалення, що забезпечує контроль за технічними і технологічними параметрами виробництва. Лінії упаковки продукції у біг-беги, в паперові мішки, ділянка підготовки і подачі стиснутого повітря забезпечені власними локальними блоками логіки. Планування їх може бути виконано як за вертикальною, так і за горизонтальною схемами, що дає можливість розміщувати їх у приміщеннях висотою 5—7 м і площею 150—250 м². Установки такого типу можуть оснащуватися електричними сушильними агрегатами або працювати на готовій сировині. Технологічна лінія включає таке основне устаткування як змішувач для готування сухих сумішей, бункери для просіювання компонентів і наповнювачів, транспортери для подачі компонентів у змішувач і подачі готової продукції в бункер фасувальної машини, фасувальну машину.

## Види, класифікація
За призначенням сумішей, можна виділити їх основні види: кладочні; штукатурні для внутрішніх і зовнішніх робіт; плиткові (клеї для плитки або керамограніту); для наливних підлог і обладнання стяжок, вирівнювальні суміші, шпаклівки, гідро- і теплоізоляційні композиції, ремонтні й санаційні суміші.
У єдину групу ці матеріали поєднує те, що вони виробляються на основі в'язких речовин з добавками-модифікаторами, у деяких випадках — із зернистими й армувальними наповнювачами або пігментами.
Композиції сухих сумішей поставляються в готовому вигляді, і після заливання водою їх можна використати за призначенням.
| Класифікація сухих будівельних сумішей за видами робіт | Класифікація сухих будівельних сумішей за видами робіт | Класифікація сухих будівельних сумішей за видами робіт |
| Види робіт | Функціональне призначення сумішей | Групи сухих будівельних сумішей та сфера їх застосування |
| --- | --- | --- |
| 1 | 2 | 3 |
| Опоряджувальні роботи: *облицювальні; *штукатурні; *фарбувальні (фасадні); *улаштування підлог | Клейові суміші | Група К1. Для закріплення керамічних, фаянсових, клінкерних та інших плиток з водопоглинанням понад 3 %, розміром не більш як 300×300 мм на бетонних, цегляних та обштукатурених недеформованихосновах усередині та зовні будинків. Може використовуватись як вирівнювальний шар                  |
| Опоряджувальні роботи: *облицювальні; *штукатурні; *фарбувальні (фасадні); *улаштування підлог | Клейові суміші | Група К2. Для закріплення плиток з природного каменю, скла, кам'яного литва та інших матеріалів з водопоглинанням менше 3 %,розміром не більш як 300×300 мм на бетонних, цегляних та обштукатуренихнедеформованих основах усередині та зовні будинків, у тому числі за методом «плитка на плитку» |
| Опоряджувальні роботи: *облицювальні; *штукатурні; *фарбувальні (фасадні); *улаштування підлог | Клейові суміші | Група К3. Для закріплення усіх видів плиток усередині та зовні будинків, у тому числі розмірами понад 300×300 мм, на деформованих основах (підлоги з підігрівом, тераси, балкони, сходи таін., конструкції, що зазнають температурних і вологісних перепадів)                                     |
| Опоряджувальні роботи: *облицювальні; *штукатурні; *фарбувальні (фасадні); *улаштування підлог | Суміші для заповнення швів | Групи З1. Для заповнення швів завширшки 1—5 мм міжкерамічними, фаянсовими, клінкерними та іншими плитками з водопоглинанням понад 3 %, що закріплені на недеформованих основах і експлуатуються у звичайних умовах всередині та зовні будинків (стіни)                                            |
| Опоряджувальні роботи: *облицювальні; *штукатурні; *фарбувальні (фасадні); *улаштування підлог | Суміші для заповнення швів | Групи З2. Для заповнення швів завширшки 4—10 мм між плитками з природного каменю, скла, кам'яного литва та інших матеріалів з водопоглинанням менш як 3 %, що закріплені на недеформованих основах і експлуатуються у звичайних умовах всередині та зовні будинків (стіни та підлоги)             |
| Опоряджувальні роботи: *облицювальні; *штукатурні; *фарбувальні (фасадні); *улаштування підлог | Суміші для заповнення швів | Група З3. Для заповнення швів розміром 2 мм і більше між плитками усіх видів, у тому числі закріпленими на деформованих основах всередині та зовні будинків (стіни та підлоги) |
| Опоряджувальні роботи: *облицювальні; *штукатурні; *фарбувальні (фасадні); *улаштування підлог | Суміші для анкерування | Групи З4. Швидкотвердні суміші для анкерування та закріплення металевих елементів, що використовуються в облицювальних роботах |
| Опоряджувальні роботи: *облицювальні; *штукатурні; *фарбувальні (фасадні); *улаштування підлог | Суміші для анкерування | Група З5. Високоміцні суміші для анкерування та закріплення металевих елементів, що використовуються в облицювальних роботах |
| Опоряджувальні роботи: *облицювальні; *штукатурні; *фарбувальні (фасадні); *улаштування підлог | Суміші для штукатурних робіт | Група Ш1. Декоративні штукатурні суміші для внутрішніх робіт по бетонних, цегляних, обштукатурених і гіпсокартонних основах (товщина шару — 2,5—5 мм) |
| Опоряджувальні роботи: *облицювальні; *штукатурні; *фарбувальні (фасадні); *улаштування підлог | Суміші для штукатурних робіт | Група Ш2. Гіпсові вирівнювальні штукатурні суміші, в тому числі на легких наповнювачах, для внутрішніх робіт (товщина шару — 3—30 мм) |
| Опоряджувальні роботи: *облицювальні; *штукатурні; *фарбувальні (фасадні); *улаштування підлог | Суміші для штукатурних робіт | Група Ш3. Декоративні штукатурні суміші для зовнішніх робіт по бетонних, цегляних і цементно-піщаних основах (товщина шару — 2,5—5 мм) |
| Опоряджувальні роботи: *облицювальні; *штукатурні; *фарбувальні (фасадні); *улаштування підлог | Суміші для штукатурних робіт | Група Ш4. Цементні вирівнювальні штукатурні суміші для внутрішніх і зовнішніх робіт (товщина шару — 3—30 мм) |
| | Суміші для підготовки поверхонь під опорядження | Група СІ. Шпаклівки на основі мінеральних в'яжучих (гіпсу, цементу) або полімерних зв'язуючих для внутрішніх робіт по бетонних, цегляних, обштукатурених поверхнях і гіпсокартону |
| Група С2. Шпаклівки на основі цементу для зовнішніх і внутрішніх робіт по цегляних, бетонних і цементно-піщаних поверхнях. Можуть фарбуватися фарбами, приготовленими на основі органічних розчинників | Суміші для підготовки поверхонь під опорядження | |
| Ґрунтувальні суміші | Група С3. Для просочування і ґрунтування основ перед нанесенням покриттів | |
| Сухі полімермінеральні фарби | Група Ф1. Для внутрішніх робіт по підготовлених бетонних, цегляних, обштукатурених поверхнях і гіпсокартону | |
| Сухі полімермінеральні фарби | Група Ф2. Для зовнішніх робіт по підготовлених бетонних, цегляних та цементно-піщаних поверхнях | |
| Суміші для влаштування підлог | Група П1 . Для влаштування стяжок підлог (товщина шару — 10—80 мм). Можуть використовуватися для влаштування стяжок по утеплювачу (товщина шару — не менш як 30 мм, залежить від міцності теплоізоляції та інтенсивності механічних навантажень)                   | |
| Суміші для влаштування підлог | Група П2. Самовирівнювальні суміші для влаштування горизонтальних і гладеньких поверхонь під різні покриття (міцність основи — не менш як 15 МПа, товщина шару — 2—15 мм)                                                                                          | |
| Суміші для влаштування підлог | Група П3. Високоміцні суміші для влаштування полімерцементних покриттів підлог по міцних основах (не менше 30 МПа). Стійкі до дії помірних навантажень (виробничі приміщення), придатні для фарбування (товщина шару — 5—30 мм)                                    | |
| Суміші для влаштування підлог | Група П4. Швидкотвердні суміші для зовнішнього та внутрішнього ремонту бетонних основ (підлог, сходів, рамп та ін.), влаштування монолітних основ і обігрівних підлог, а також для заливання обігрівальних елементів (можливе введення заповнювача фракції 2—8 мм) | |
| Ізоляційні роботи: *гідроізоляційні; *утеплення фасадів | Суміші для гідроізоляції | Група Г1. Для влаштування гідроізоляційних покриттів резервуарів, терас, балконів, фундаментів, стін у підвалах. Наносяться з боку напору води по бетонних, цегляних та цементно-піщаних основах. Потребують улаштування деформаційних швів                                                       |
| Ізоляційні роботи: *гідроізоляційні; *утеплення фасадів | Суміші для гідроізоляції | Група Г2. Еластичні двокомпонентні суміші, які сприймають деформації основи в межах 0,5 мм. Сфера застосування та сама, що й сумішей групи Г1 |
| Ізоляційні роботи: *гідроізоляційні; *утеплення фасадів | Суміші для влаштування скріпленої теплоізоляції фасадів | Група Т1. Клейова суміш для приклеювання пінополістирольних та мінераловатних плит при влаштуванні теплоізоляції будівельних конструкцій |
| Ізоляційні роботи: *гідроізоляційні; *утеплення фасадів | Суміші для влаштування скріпленої теплоізоляції фасадів | Група Т2. Гідроізоляційна суміш для захисту пінополістирольних або мінераловатних плит, а також для створення основи під декоративний шар (армується спеціальною сіткою). По цій суміші можна наносити декоративні штукатурки або фарби, у тому числі й на органічних розчинниках                 |

## Види сумішей
За призначенням суміші підрозділяються на кладочні, штукатурні для внутрішніх і зовнішніх робіт, плиткові, для наливної підлоги і влаштування стяжки.
До спеціальних сумішей відносяться: продукція для зміцнення слабких основ, для закладення стиків, для роботи по мокрих і висолених стінах; гідроізоляційні, декоративні (для фасадних робіт), шпаклювальні (для ремонтних робіт) і сухі піскобетонні суміші.
В єдину групу ці матеріали об'єднує те, що вони проводяться на основі зв'язних речовин з модифікаційними добавками, а в деяких випадках — із зернистими і армувальними наповнювачами або пігментами. Композиції сухих сумішей поставляються в готовому вигляді, і після заповнення водою вони можуть бути використані за функціональним призначенням.

### Тинькування
Тинькувальні суміші виготовляються на гіпсовій основі для нанесення на тверді поверхні (цеглу, бетон тощо) вручну (шпателем) або спеціальним розпилювачем. Товщина такого тинькування не повинна перевищувати 10 мм. Сухі суміші швидше сохнуть, дають можливість створювати фактурні поверхні, пропонують значні можливості декорування. Серед недоліків — висока ціна. Витрати під час тинькування сягають 7—8 кг на квадратний метр.

### Шпаклівка
Сухі шпаклівки — це тонкодисперсні композиції, що використовуються як для внутрішньої, так і для зовнішньої обробки при «фінішному» вирівнювання стін і стель. Розмір заповнювача (наповнювача) зазвичай, не перевищує 0,3 мм. Найвідоміший вид сухих сумішей, що найчастіше використовується.
Із споживчої точки зору, шпаклівки розрізняються за призначенням, залежно від поверхні, що ремонтується, та стадії робіт. Для ремонту та закладення щілин та тріщин, для вирівнювання поверхонь стін і стель з різних матеріалів (бетон, штукатурка, гіпсокартон, гіпсові блоки), спеціальні види шпаклівок для особливих випадків або умов (фасадні, вологостійкі, для закладення стиків плит перекриттів, еластичні, декоративні та інші).
Шпаклівки на цементній основі, зазвичай, використовуються для вирівнювання бетонних, цементних і цегельних поверхонь, цементно-вапняних штукатурок усередині та зовні будівель. При внутрішній обробці ці шпаклівки використовують для роботи в сухих і вологих приміщеннях, готова поверхня може бути пофарбована або обклеєна шпалерами.
Застосовується під час ремонту житла, громадських приміщень; з його допомогою можна латати звичайну цементну штукатурку, заповнювати щілини і нерівності в стінах та стелі. Для латання бетонних поверхонь виготовляються суміші на цементній основі, для звичайних стін — на гіпсовій. Сірого кольору — стартова, білого і супербілого — фінішна. Для роботи з гіпсокартоном існують спеціальні шпаклівки (зокрема, готові до застосування, див. нижче), які допомагають найкраще заповнювати щілини та заглиблення від кріплень.
Якісні сучасні шпаклівки при висиханні не дають усадки і утворюють рівну, однорідну, без тріщин і бульбашок поверхню білого кольору. Ці поверхні не обтираються і не сиплються, а при потребі легко шліфуються за допомогою наждачної шкурки.
Існують також сухі шпаклювальні суміші на органічних та полімерних сполуках, що відрізняються особливою пластичністю і зручністю в роботі.

### Сухі клеї
Поділяються на два види для викладки та для затирання швів. Купуючи клей для плитки, обов'язково треба з'ясувати, чи розрахований він і для настінного облицювання, і для підлоги, чи тільки для одного з цих видів. Також слід врахувати, що кахель і гранітна плита мають різну вагу, тому клей для них потрібен різний. Для зовнішніх і внутрішніх робіт також виготовляються різні суміші. Вимоги до підготовки поверхонь для роботи з усіма сухими сумішами приблизно однакові.
Існують також термостійкі клейові та затирочні суміші, що застосовуються при кладочно-лицювальних роботах при спорудженні теплакумуляційних керамічних печей.

### Системи теплоізоляції
Системи теплоізоляції (суміші для монтажу теплоізоляції, системи утеплення) — один із перспективних сегментів ринку сухих сумішей. В оцінках 2003 року, займав від 2 до 5 % обсягів реалізації всіх сухих сумішей. Використання систем теплоізоляції на основі спеціальних сухих сумішей зумовлено тим, що утеплювачі мають низьку адгезію і через це погано кріпляться до звичайного розчину.
Найбільші виробники навіть розробили спеціальні системи утеплення фасадів, які включають мінераловатну або пінополістирольну теплоізоляцію, спеціальні суміші для монтажу того чи іншого виду утеплювача, армувальну сітку зі скловолокна, ґрунтовки, чорнову та фактурну штукатурку.

### Сухі будівельні суміші для наливних підлог
Наливні підлоги вирізняє поєднання високої твердості й еластичності, гарантована адгезія до основи, вони мають надшвидке схоплюванням без усадки й розтріскування, високу міцність й стійкість до стирання.
Наливні підлоги призначені для високих і надвисоких навантажень у цехах, гаражах, на складах, ринках, терміналах, житлових будинках, тобто там, де інтенсивний рух людей і транспортних засобів. У виробництві сучасних сумішей для влаштування підлог розробники прагнуть створити продукцію, що не тільки відповідає найвищим експлуатаційним вимогам, але й мала конкретне призначення.
Суха Самоущільнююча суміш з карбонатним наповнювачем (СБС-К) — це готовий до застосування матеріал у вигляді сухої суміші, створений на основі високоміцного цементу, фракціонованого піску і спеціальної мінеральної добавки. Суміш виготовляється за формулою, розробленої згідно з СТБ 1307 від 2012 р. «Суміші розчинні і будівельні».
СБС-К це готовий до застосування матеріал у вигляді сухої суміші, створений на основі високоміцного цементу, фракціонованого піску (гранітний відсів 0-0,63 мм) і спеціальної мінеральної добавки (доломітове борошно). Суміш виготовляється за формулою, розробленої в республіці Білорусь згідно СТБ 1307 від 2012 року.
«Суміші розчинні і будівельні».
СБС-К при змішуванні з водою утворює плотну суміш, що володіє властивостями без впливу на неї додаткової зовнішньої ущільнюючої енергії самостійно під впливом власної ваги текти і ущільнився, звільняється від повітря, що міститься в ній і повністю заповнює простір між арматурними стрижнями і опалубкою, зберігаючи при цьому гомогенність. У затверділому стані суміш являє собою бетон, стійкий до стирання, має високу адгезію до сталі і бетону, має високий показник по морозостійкості і водонаг-проникності. Максимальна фракція заповнювача 0.63 мм. Товщина нанесення в один шар від 10 до 35 мм. Суміш відповідає вимогам, заявленим в EN 1504-3 («Конструкційний і не конструкційний ремонт») для ремонтних розчинів класу R4.

## Застосування
Значне поліпшення таких показників як міцність на розтяг при згині, ударна міцність, паропроникність, здатність до стирання і цілий ряд реологічних показників дало змогу принципово змінити традиційні технології ведення оздоблювальних, теплоізоляційних, гідроізоляційних, відбудовних і реставраційних робіт.
Продукція сухих будівельних сумішей широко використовується як при новому будівництві, так і при реконструкції і ремонті будівель.
Технологія будівельних робіт з використанням сухих сумішей дозволяє істотно підвищити якість і понизити матеріаломісткість будівельних робіт.
До спеціальних сумішей ставляться: для зміцнення слабких основ; для закладення стиків; для роботи з мокрими і засоленими стінами; гідроізоляційні; декоративні (для фасадних робіт); шпаклювальні суміші (для ремонтних робіт); сухі піскобетонні суміші.
Залежно від призначення суміші можуть суттєво відрізнятися технологічними й технічними характеристиками.

## Експлуатація
Виробництво сухих будівельних сумішей в Україні розпочато в 1997 році. Сухі суміші знайшли широке застосування в будівництві і використовуються практично для всіх видів робіт — шпаклювальних, штукатурних, гідроізоляційних, заливання підлоги, приклеювання гіпсокартону і теплоізоляційних матеріалів, затирання швів і стиків і навіть для укладання облицювальної цегли. Змішування компонентів у заводських умовах давало змогу точніше дотримуватися рецептури і застосовувати хімічні добавки, які надавали сумішам нових властивостей — морозо- чи вологостійкості, міцності на стиснення, прискорювали чи сповільнювали тверднення суміші тощо.
Досвід використання сухих сумішей показав їх високу ефективність в порівнянні з традиційними методами приготування сумішей розчинів:
- продуктивність праці підвищується в 2—5 разів;
- знижується витрата основних матеріалів в 3—10 разів (при плиткових роботах — до 7 разів, при влаштуванні підлог — до 10 разів);
- забезпечується висока стабільність властивостей матеріалів;
- приготування розчину можливе в строго необхідних кількостях (це також дозволяє економно витрачати матеріали);
- суміші (у сухому стані) можна достатньо довго зберігати і транспортувати без втрати якості.

Сухі суміші, у порівнянні з традиційними розчинами і бетонами, мають ряд переваг:
| Порівняння типових штукатурок | Порівняння типових штукатурок       | Порівняння типових штукатурок         |
| Параметри                     | Вапняно-цементна штукатурка (тиньк) | Гіпсова штукатурка                    |
| ----------------------------- | ----------------------------------- | ------------------------------------- |
| Товщина тиньку                | 1,5 — 3,5 [см]                      | 0,8 — 1,5 [см]                        |
| Кількість шарів               | 3                                   | 1                                     |
| Час виконання                 | 1,0 [год/м²]                        | 0,5 [год/м²]                          |
| Коефіцієнт теплопровідності   | 0,82 [Вт/(м·К)]                     | 0,35 [Вт/(м·К)]                       |
| Застосування                  | всередині та назовні усіх приміщень | всередині приміщень (переважно сухих) |

- мінімум доводочних технологічних операцій для приведення сухих сумішей у робочий стан (замішування з водою);
- зменшення на 5—7 % відходів розчинів у результаті порційного дозування;
- економія на 10—15 % цементу за рахунок застосування пластифікаційних та водоутримувальних добавок;
- стабільність складу сухих сумішей у результаті точного дозування компонентів та ефективності їх змішування;
- підвищення в 1,5—3 рази продуктивності праці робітників за рахунок досягнення високих пластичних властивостей розчинних сумішей та механізованого їх нанесення на оздоблювальні поверхні;
- зменшення на 10—15 % транспортних витрат і підвищення якості робіт при одночасному зниженні трудомісткості технологічних процесів[2].

Штукатурки і шпаклівки на цементній основі після висихання не дають усадкових тріщин і стійкі до атмосферних умов. Покриття, які одержують з сухих сумішей на основі портландцементу і глиноземистого цементу, можуть експлуатуватися у вологих умовах, а з сухих сумішей на основі гіпсу і вапна — лише в сухих приміщеннях.
Застосовуючи для влаштування покриттів сухі полімермінеральні суміші закордонного виробництва, потрібно провести дослідження на токсичність і одержати дозвіл Міністерства охорони здоров'я України, а також дотримуватись вимог нормативних актів з пожежної безпеки. Властивості цих сумішей мають відповідати вимогам норм ДБН.
В інструкціях також наводяться дані про рекомендовану товщину шару, температуру суміші та повітря.

## Сировина
До складу будь-якої сухої суміші входять: в'язка речовина (цемент/гіпс і вапно чи їх комбінації), нейтральні наповнювачі для забезпечення оптимального об'єму(найчастіше це пісок) і спеціальні модифікаційні добавки, що надають суміші необхідних характеристик. До всіх добавок для сухих сумішей пред'являється вимога — низька гігроскопічність. Це необхідно для забезпечення запобігання передчасному твердінню зв'язника за рахунок адсорбованої вологи. Тому гігроскопічні речовини, такі як хлорид кальцію або поташ у сухих сумішах не використовуються.
Компонентами, що забезпечують ті чи інші властивості й призначення будівельних сумішей на основі мінеральних зв'язників, є модифікаційні [полімерні] добавки: пластифікатори, стабілізатори, прискорювачі і сповільнювачі схоплювання й твердіння, протиморозні, гідрофобні, ущільнюювальні, бактерицидні, повітронаповнювальні, газотвірні тощо. Подібна добавка помітно поліпшує застосовність сумішей, підвищує міцність, деформівність і водонепроникність затверділих розчинів. Головна ж мета уведення полімерних добавок у розчини — додання їм високих адгезійних (склеювальних)властивостей. Отже, саме добавки роблять суху суміш найбільш пристосовною для виконання конкретного виду роботи. Вони надають їй особливі, потрібні властивості і якості. Як заповнювач можуть бути використані будівельні піски, мармурова крихта, мелений вапняк, мінеральні або органічні волокна, металева фібра. Використанням як в'яжучих і наповнювачів  інгредієнтів (цемент, гіпс, вапно, вапнякове борошно, доломіт, слюдяний концентрат, пісок, каолін, перліт, бентонітова глина, відходи гірничо-збагачувальних комбінатів та ін.).
За видом зв'язника сухі суміші підрозділяються на цементні, вапняно-вапняні-цементно-вапняні, вапняні, гіпсово-гіпсові, вапняно-гіпсові, гіпсові.
Шпаклівки, штукатурки, наливні підлоги й клеї для облицювальної плитки виготовляють також із доданням перліту — природного теплозвукоізолятора.

### Підготовка сировини
Як добавка, також використовується базальтова фібра, що має низьку гігроскопічність та високу армувальну здатність.

## Ринок сухих будівельних сумішей
На ринку Європейського Союзу фахівці нараховують близько 300 видів сухих будівельних сумішей, максимально пристосованих до тих чи інших видів робіт. А в Україні зараз 95 % ринку припадає на два десятки видів сумішей.
За даними виробників полімерів для сухих сумішей, обсяг споживання сухих сумішей на душу населення в 2000 році становив: у Німеччині — 60 кг, у Фінляндії — 30 кг, в Угорщині і Польщі — 30 кг, у Швеції — 20 кг, в Україні — 6 кг.

## Ринок сухих будівельних сумішей України
Згідно з маркетинговим аналізом, обсяг виробництва і споживання вітчизняних сухих сумішей в Україні у 2000 році становив близько 160 тисяч тонн і приблизно така ж кількість завезена.
За даними компанії «Фомальгаут-полімін», обсяг ринку сухих будівельних сумішей у 2008 році склав 1,5 млн тонн разом з імпортом, прогноз на 2009 рік — 1,1 млн тонн. До 2008 року сегмент дорогих сумішей становив до 45 %, а станом на 2009 він скоротився. На імпорт припадало близько 30 % ринку.
Полімермінеральні сухі суміші українського виробника, технологія їх виробництва і застосування у будівництві пройшли санітарно-гігієнічну і радіологічну оцінку у провідних науково-гігієнічних центрах, погоджені Міністерством охорони здоров'я України і рекомендовані до використання у будівництві. Ці суміші і матеріали на їхній основі є конкурентоспроможними і за своїми споживчими властивостями не поступаються аналогічним матеріалам з ближнього і далекого зарубіжжя.
Основні сегменти ринку в Україні — клеї для плитки, наливні підлоги й гіпсові шпаклівки. У структурі українського ринку 60—70 % продажу (у тоннах) припадає на плитковий клей — найдешевший з-поміж сухих будівельних сумішей. Так само 70—85 % ринку штукатурок і шпаклівок займають дешевші суміші на цементній основі, тоді як на Заході частка сумішей на гіпсовій основі сягає 40 %.
Україна експортує сухі будівельні суміші в Білорусь та Молдову.
Цінові сегменти
- Нижній ціновий сегмент — клей до плитки усередині приміщень вітчизняного виробника, гіпсові шпаклівки типу (турецький Satengips).

Середній ціновий сегмент — марки Ceresit і Atlas, а також гіпсові шпаклівки і штукатурки Knauf, що імпортують з Молдови.
- Елітна продукція на українському ринку займає близько 20 % і представлена насамперед маркою Vetonit, а також марками Semin (Франція), Mapei (Італія), Kerakoll (Італія), Uzin, Sopra (Німеччина).

### Імпорт, сірий імпорт та контрафакт
Серед імпортних сумішей домінують закордонні виробники — турецькі, молдавські (завод «CMC-Knauf»), французькі (Semin), польські (Atlas) та фінські (Optiroc). Завдяки панівному становищу в гіпсовому сегменті ринку на імпорт припадає 40 % усіх сухих сумішей, що використовуються в Україні.
На Півдні України серед імпортованих сумішей домінують поставки турецького гіпсу «Satengips», на Заході переважають суміші з Туреччини й Польщі.
Імпорт цементних сумішей збільшився на 4 % за рахунок імпорту сухої бетонної суміші з карбонатним наповнювачем, виготовлений в республіці Білорусь компанією БЦК

## Виробники та оператори ринку
В Україні, за оцінками галузевої асоціації, зараз працюють майже 100 виробників сухих будівельних сумішей, але 75—80 % вітчизняного виробництва припадає на «велику п'ятірку» — Henkel (Вишгород), «Фомальгаут» і «Полірем» (Київ), «Геліос» (Львів) і «БудМайстер» (Павлоград). Вийшовши на ринок, вітчизняні виробники за кілька років завоювали близько 70 % українського ринку.
На ринку сумішей на гіпсовій основі (штукатурки, шпаклівки, затирки для швів, анкерні суміші) домінують закордонні виробники — турецькі, молдавські (завод «CMC-Knauf»), французькі (Semin), польські (Atlas) та фінські (Optiroc).
Світові та вітчизняні виробники та бренди: ABC, STABILL, SCANMIX, KNAUF, CERESIT, EKOGIPS, EUROGIPS, ARTISAN, АТЛАНТ, АЛЬБА.
Великі і середні компанії ринку в Україні: «Хенкель Баутехнік (Україна)», «Полірем», Павлограджитлобуд, «Атлант», «Геліос», «Артіль».
В Україні лобіюванням питань, пов'язаних із розвитком ринку сухих будівельних сумішей займається Асоціація виробників сухих будівельних сумішей.

## Економіка виробництва. Собівартість
Специфічною рисою ринку сухих будівельних сумішей є суттєва залежність ціни від транспортних витрат, бо 98 % (за масою) сировини становлять цемент, гіпс, вапно, пісок і крейда, тобто дешеві матеріали, родовища яких є в кожній країні. Тому навіть дешевий клей для плитки, перевезений через пів-України, автоматично дорожчає на 15 %.

## Просування продукції. Післяпродажне обслуговування. Стимулювання збуту
Просування продукції відбувається мотивацією будівельних бригад, створенням навчально-наукових центрів як для студентів-будівельників, так і для виробничників — малярів, штукатурів.
Серед засобів стимулювання збуту — стенди, афіші щодо застосування продукції у точках продажу.

## Екологія
Особливостями технології виготовлення сухих сумішей є контроль сировини і готової продукції на всіх стадіях виробництва, автоматизоване керування процесом, відсутність стічних вод, викиди в атмосферу шкідливих речовин не перевищують граничних концентрацій.

## Державне регулювання. Нормативна база. Сертифікація
Серед виробників, сертифікуваних за системою управління якістю за міжнародними стандартами ISO 9001 — Фірма «Фомальгаут», Павлограджитлобуд і «Хенкель Баутехнік (Україна)».
- ДСТУ-П Б В.2.7-126:2006 Будівельні матеріали. Суміші будівельні сухі модифіковані. Загальні технічні умови.